# 尼劳恰德
尼劳恰德，是匈牙利豪伊杜-比豪尔州所辖的一个村。总面积74.92平方公里，总人口3838，人口密度51.2人/平方公里（2011年1月1日）。